# Eriosema burkei
Eriosema burkei är en ärtväxtart som beskrevs av William Henry Harvey. Eriosema burkei ingår i släktet Eriosema och familjen ärtväxter. Inga underarter finns listade i Catalogue of Life.